# Campillos-Sierra
Campillos-Sierra es un municipio y localidad española de la provincia de Cuenca, en la comunidad autónoma de Castilla-La Mancha. El término municipal tiene una población de 32 habitantes (INE 2024).

## Geografía

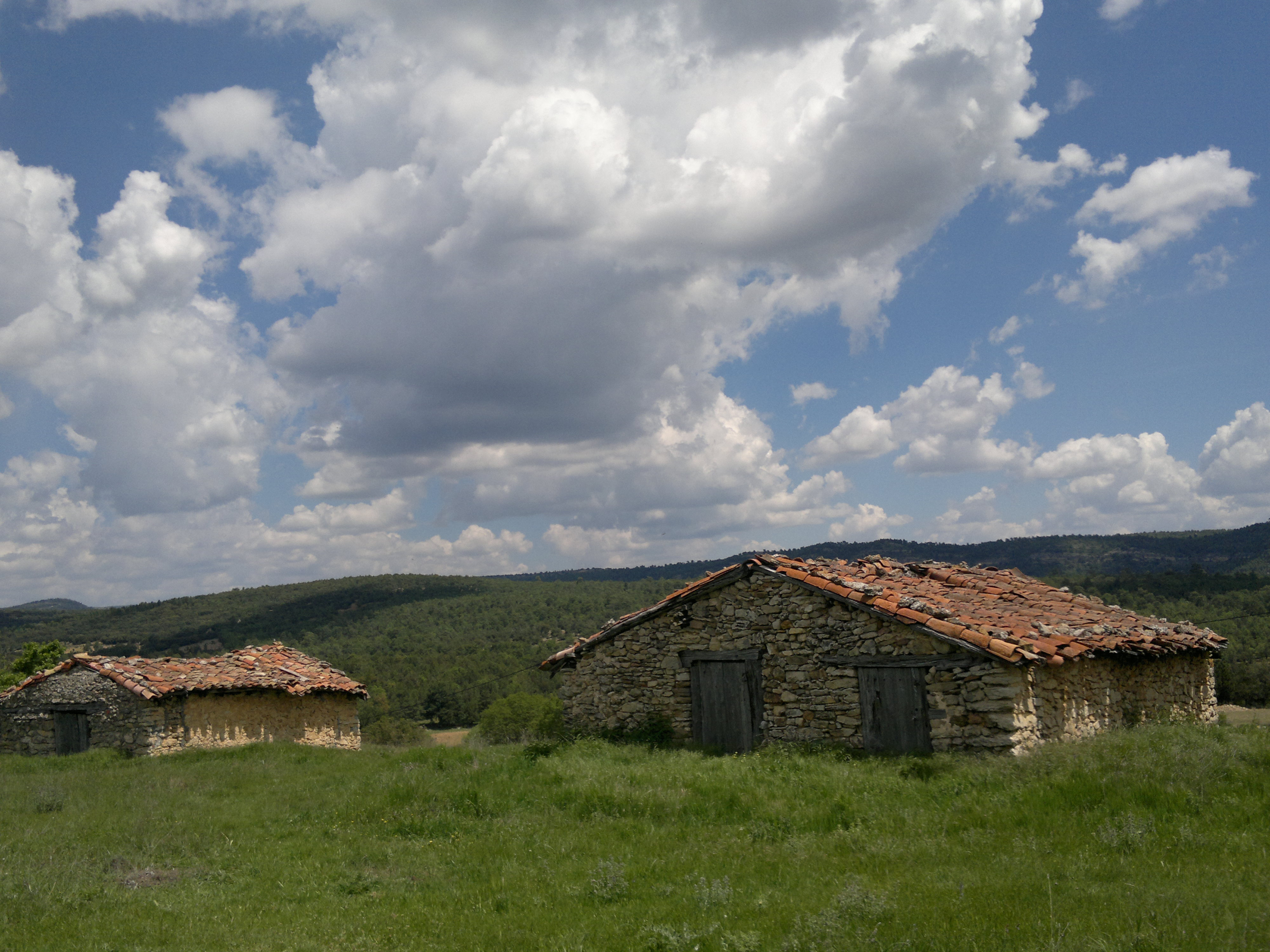
Eras en Campillos-Sierra

### Ubicación
Campillos Sierra se encuentra en la comarca de la Serranía Baja en la provincia de Cuenca a menos de 6 km de Huerta del Marquesado y a 17 km de Tejadillos y 8 km de Cañete. La distancia a la capital de la provincia es de aproximadamente 80 kmkm. Está a 85 kmkm de Teruel, 172 kmkm de Valencia y 245 kmkm de Madrid.
Para llegar a Campillos-Sierra se puede hacer por tres lugares, bien desde Cañete, que está situado en la N-420 que une Cuenca y Teruel y luego desviándose a la CM-2106. Otra opción es desde el norte pasando por Huerta del Marquesado en la misma CM-2106; y la tercera opción desde el oeste desde Valdemorillo de la Sierra.
En cuanto a su ubicación dentro del conjunto de sierras y montes conquenses hay que decir que está situado al sur de la sierra de Valdemeca, lugar de gran belleza e interés y a unos 25 km de las lagunas de Cañada del Hoyo, así como relativamente próximo a los Montes Universales.

### Clima
Cuenta con un clima mediterráneo frío. Inviernos con temperaturas muy frías y veranos cálidos pero secos. La temperatura media anual se sitúa alrededor de los 10 °C, siendo una zona con heladas tardías frecuentes hasta en el mes de mayo. Los días de máximas precipitaciones se sitúan en el otoño, siendo noviembre uno de los meses más lluviosos. Las temperaturas medias mínimas de enero caen por debajo de los cero grados, no siendo excepcionales temperaturas por debajo de los -10 °C.
Campillos Sierra se sitúa en el piso bioclimático supramediterráneo no llegando a los rigores de la Sierra de Valdemeca por su menor altitud, ya que escasamente supera los 1400 m sobre el nivel del mar en sus zonas más altas. Las precipitaciones estivales son principalmente debidas a tormentas, las cuales suelen ser más frecuentes en la segunda mitad del mes de agosto, marcando el final del verano.

## Flora
Campillos Sierra es una localidad de gran importancia en cuanto a su vegetación se refiere ya que cuenta con uno de los mejores sabinares del mundo denominado la Dehesa. Actualmente está integrado dentro de la ZEC (Zona de Especial Conservación), junto a Sabinares de Campillos y Valdemorillo de la Sierra.
El sabinar resulta peculiar por el tamaño del arbolado y por su estructura adehesada, modelada por el aprovechamiento ganadero tradicional de la zona; de hecho este bosque constituye uno de los mejores ejemplos a nivel nacional de sabinares adehesados. Presenta ejemplares centenarios de gran porte y diámetro que pueden llegar a superar el metro.
La zona incluye pequeñas superficies de juncales churreros y fenalares, que constituyen un hábitat propicio para el topillo de Cabrera, que mantiene aquí una población de buena densidad.
Junto con los pinos se desarrollan otras especies propias de zonas frías y subhúmedas como son el pino negral (Pinus nigra), enebro (Juniperus communis), quejigo (Quercus faginea) o la carrasca (Quercus rotundifolia).
Campillos Sierra tiene dos ríos, El Laguna y El Tejadillos junto a los que existe una zona de huertas y donde viven especies de ribera singulares como son los avellanos (Corylus avellana) o los sauces (Salix alba).
En la zona suroeste del término municipal puede encontrarse un sabinar típico muy diferente al que se desarrolla en la Dehesa pero no por ello de menor valor en este tipo de formaciones vegetales.

## Historia
A mediados del siglo XIX, el lugar tenía contabilizada una población de 270 habitantes. Aparece descrito en el quinto volumen del Diccionario geográfico-estadístico-histórico de España y sus posesiones de Ultramar de Pascual Madoz de la siguiente manera:

CAMPILLOS DE LA SIERRA: l. con ayunt. en la prov. y dióc. de Cuenca, (6 leg.), part. jud de Cañete, aud. terr. de Albacete, c. g. de Castilla la Nueva, (Madrid): sit. en un llano al pie de unas colinas, con 74 casas de poco mérito, é igl. parr., servida por un cura de entrada y sacristan. Confina el térm. por N. con el de Huerta del Marquesado; E. Salinas; S. Cañete, y O. Valdemoro: en él se encuentra una casa con ermita dedicada á Ntra. Sra. de Altarejos, y otra casa de campo con el mismo nombre; el terreno: participa de monte y llano; tiene 2,000 fan. en cultivo, y lo atraviesa el r. Altarejos. Los caminos son de pueblo á pueblo. prod.: trigo, cebada, patatas, muchos y buenos pastos y bastante ganado. ind.: una fáb. de hierro y un tegedor de lienzos. pobl.: 68 vec., 270 almas. cap. prod.: 674,920 rs. imp.: 33,746 rs.; importe de los consumos 3,532 rs. 28 mrs.
(Madoz, 1846, p. 360)

## Demografía
Campillos-Sierra cuenta con una población de 32 habitantes (INE 2024).
| Gráfica de evolución demográfica de Campillos-Sierra entre 1842 y 2021                                              |
| |
| Población de derecho según los censos de población del INE Población de hecho según los censos de población del INE |

## Administración
| Periodo   | Nombre                  | Partido |
| --------- | ----------------------- | ------- |
| 2003-2007 | Gregorio Jiménez Solera | PSOE    |
| 2007-2011 | Gregorio Jiménez Solera | PSOE    |
| 2011-2015 | Pedro Soriano Solera    | PP      |
| 2015-2019 | Pedro Soriano Solera    | PP      |

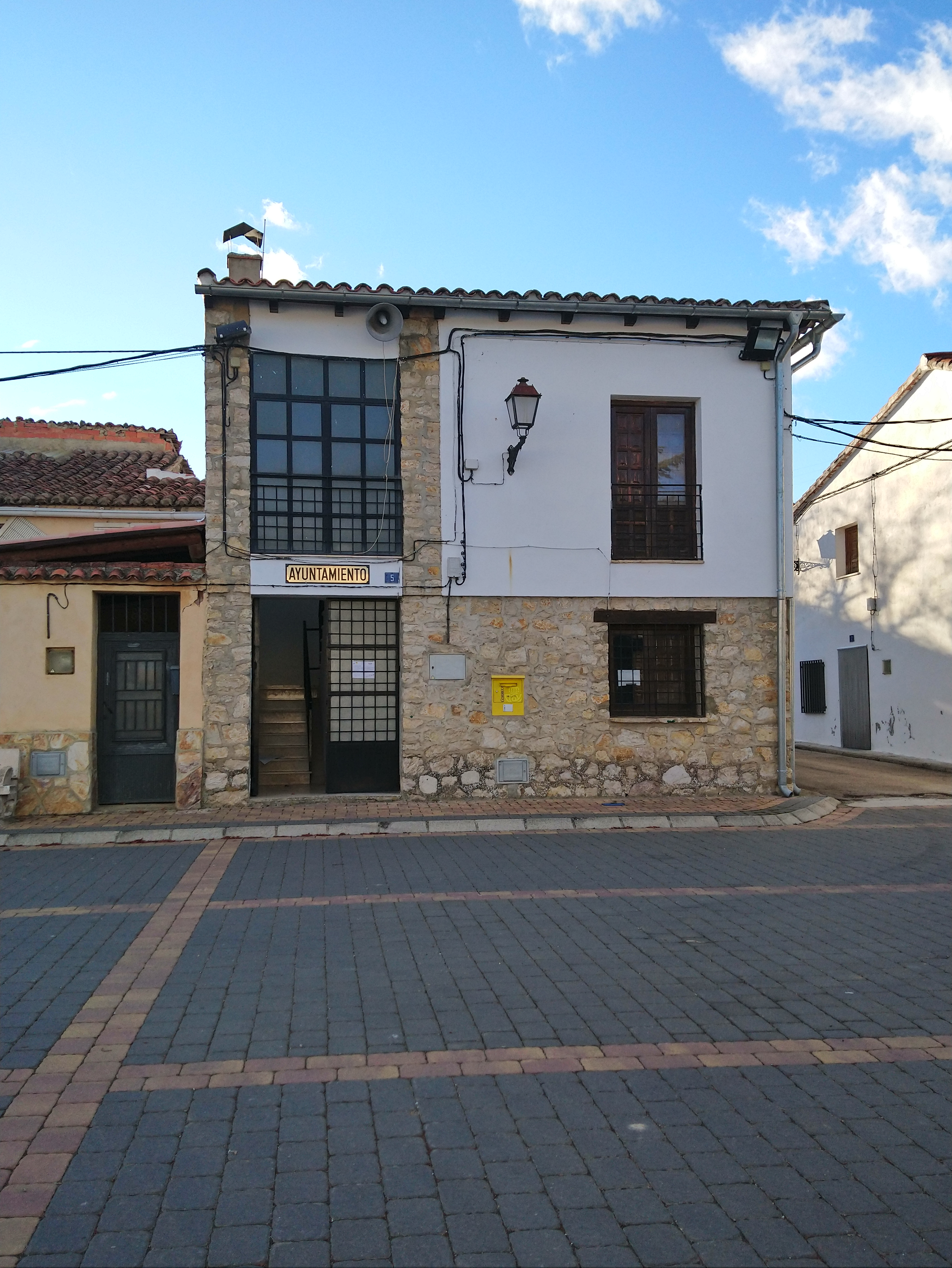
Ayuntamiento

| 2019-2023 | Andrés Valero Navarro   |         |

## Patrimonio
Iglesia parroquial de la Asunción

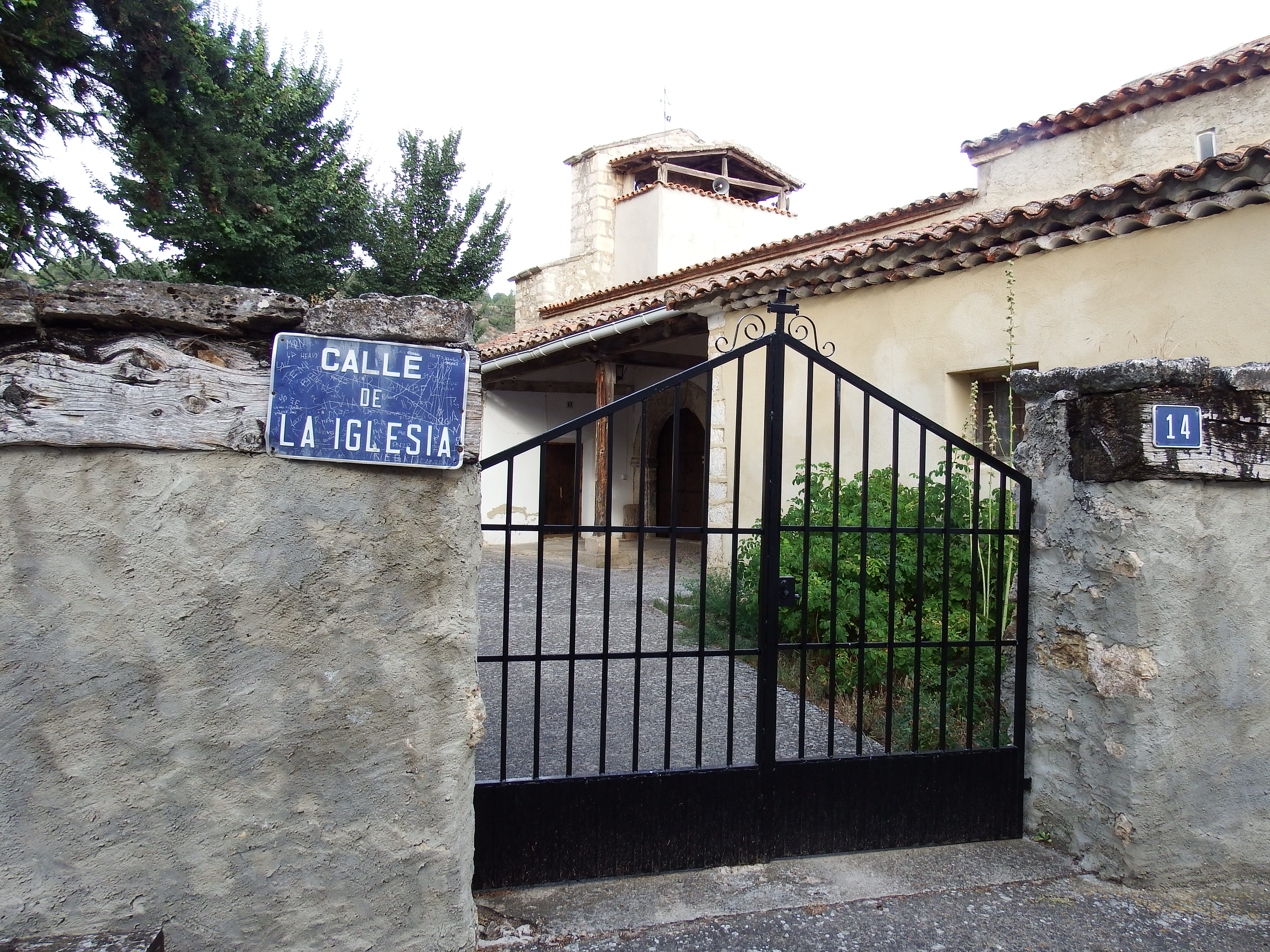
Iglesia de la Asunción

De origen medieval, la mayoría de su estructura es de estilo gótico, contando con algún elemento románico como la pila bautismal, aunque son visibles reformas posteriores que han acabado por darle su forma definitiva. Al visitarla debemos fijarnos en el retablo, la porchada sobre el acceso, el atrio y la estructura de vigas de madera sobre la que se asienta la cubierta y que se apoya sobre canecillos decorados con pinturas. La iglesia parroquial se encuentra en la calle la iglesia, junto a ella, hay un patio, en su interior consta de una única nave con un altillo y una pequeña sacristía. Durante la Revolución Española de 1936, «Fueron destruidas, en la Iglesia todos los altares, imágenes, archivo parroquial, ornamentos del culto, campanas y todo cuanto existía en la misma, por medio de una hoguera que encendieron en la orilla del patio, e igualmente hicieron en las Ermitas del Patrón San Antonio y la de Ntra. Sra. del Pilar de Altarejos...».
Ermita de Nuestra Sra. del Pilar de Altarejos
Si por algo es conocido Campillos Sierra a nivel comarcal es por su ermita en honor a la Virgen del Pilar de Altarejos, la cual se encuentra a unos 6 km del pueblo. Erigida tras la aparición de la virgen a un pastor en 1208, el monumento que podemos contemplar en la actualidad es en su mayor parte fruto de las reformas del siglo XVII y XVIII de estilo barroco sobre el original medieval. Buena parte de la ermita está excavada en la roca con una espectacular decoración labrada y destacando la espectacular cúpula y la lucernaria abierta en ella. Las cazoletas y otros símbolos sobre la roca en la pared de roca junto a la ermita, permiten aventurar que en tiempos anteriores al cristianismo este ya fue un lugar de culto. 
Frente a la ermita se encuentra un edificio que antiguamente fue la casa del ermitaño y que en la actualidad es un refugio donde se puede hacer fuego; así mismo el paraje cuenta con una veintena de mesas de obra que permiten disfrutar de una comida en un paraje de singular belleza muy próximo al río Tejadillos. Cabe destacar en el paisaje el puntal de la Virgen que se yergue a las espaldas de la ermita, así como las antiguas cuevas donde se guardaba el ganado del otro lado del río Tejadillos. Del interior de la ermita sale un pequeño manantial de agua que canalizado forma una fuente junto la casa del ermitaño; así mismo es de gran valor el arbolado de grandes dimensiones, como chopos y algún pino.
La ermita de San Antonio

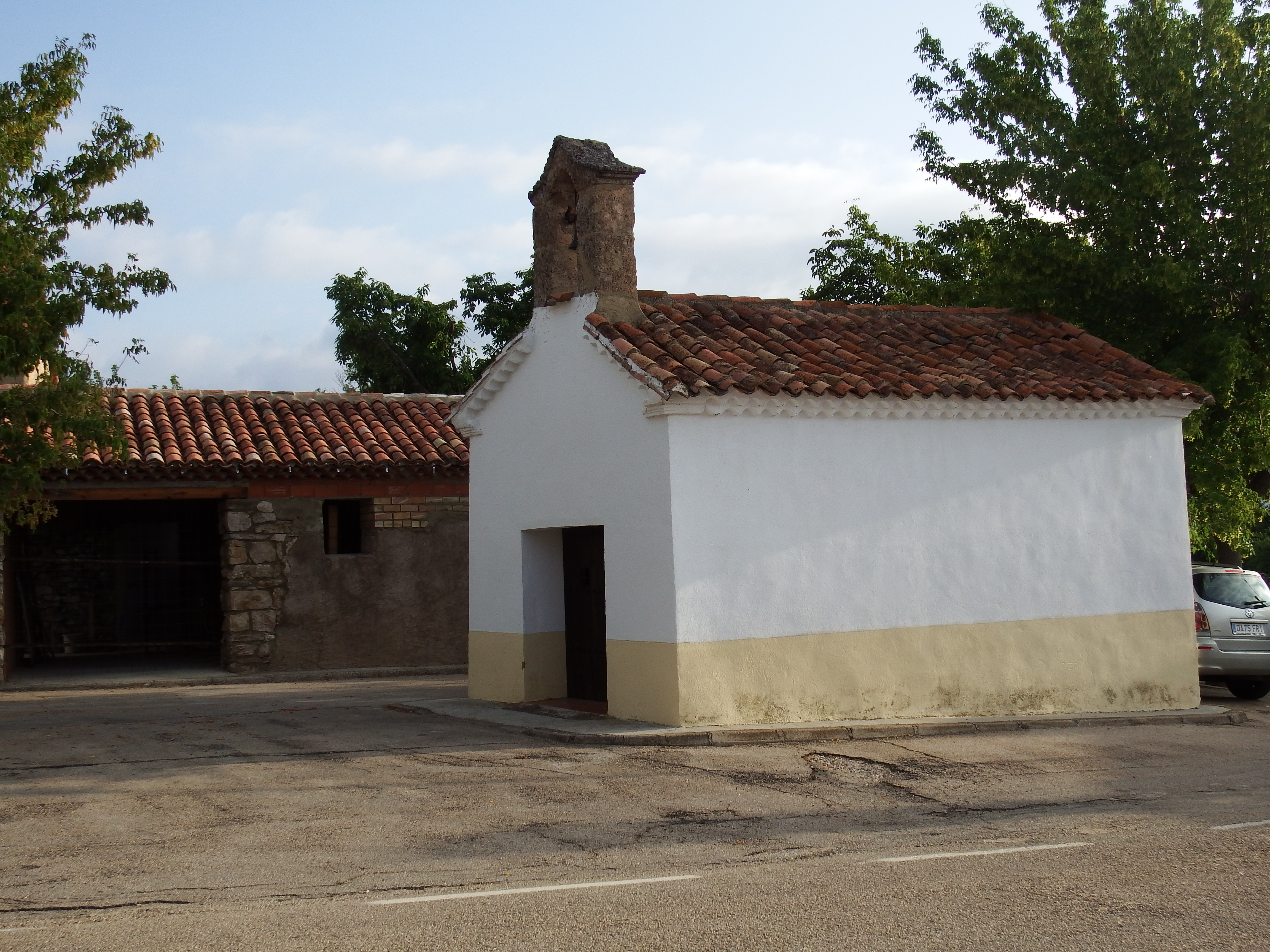
Ermita de San Antonio

Campillos Sierra tiene una pequeña ermita en honor de San Antonio, de escasas dimensiones a la entrada del pueblo junto a la antigua carretera.
Conjunto de la herrería
Este espacio de elevado interés etnológico tuvo su razón de ser en el agua .Los caudales de su entorno fueron aprovechados para una fundición en el siglo XVI, que empleó el agua para el templado del acero. Con el tiempo se le añadieron dos molinos harineros, un batán, una tejeduría de lanas y una zona de huerta irrigada con las aguas sobrantes constituyendo una pieza fundamental de la vida económica tradicional en la zona. Junto a ellos un paraje de elevado interés ambiental: El río Laguna y la presa de la Herrería que completan el interesante conjunto. 
La plaza
Aun no siendo un monumento en sí mismo, es de destacar las dimensiones de la plaza muy superiores a las habituales en los pueblos de la zona donde antiguamente había un viejo olmo que como todos fueron afectados por la grafiosis, siendo sustituido por un cedro en la actualidad.
Eras
Las eras de Campillos Sierra forman un conjunto de pajares de singular belleza tanto por su actual estado de conservación como por la cantidad de los mismos. Las eras se extienden en una amplia zona llana al este del pueblo. Estos pequeños pajares de piedra con mortero de cal y arena, tejados de teja y viejas puertas de madera, son un claro vestigio de la importancia del cereal en la agricultura de Campillos Sierra. El especial interés de estas construcciones nos debería hacer reflexionar sobre su conservación.
Cementerio
El cementerio municipal, próximo a las eras de San Antonio, tiene como singularidad la presencia de sabinas en su interior procedentes de las semillas de las exteriores con crecimientos importantes no habiendo cipreses.
Lavadero
Próximo al casco urbano está el antiguo lavadero, denominado "la fuente abajo ", un manantial cercano al pueblo suministra caudal al lavadero y riega las pequeñas huertas, en tiempos pasados éste era el punto de abastecimiento del agua para uso doméstico y también el lugar al que se llevaban a abrevar los animales. 
En Campillos Sierra existían antiguamente tres molinos para producción de harina aprovechando el agua del río Laguna; los tres se encuentran en ruinas.

## Fiestas
- Semana Santa, con la Procesión del Encuentro el Domingo de Resurrección.
- Festividad de San Isidro Labrador el 15 de Mayo. Se celebra con Eucaristía y posterior procesión y bendición de los campos.
- Corpus Christi, se celebra con Eucaristía y posterior procesión con el Santísimo Sacramento por las calles del pueblo haciendo paradas en algunos altares que se montan para la ocasión.
- Fiesta de San Antonio de Padua, 13 de junio. Uno de los elementos más curiosos de las celebraciones es el mantenimiento de uno de los casi extintos,y antaño abundantes, repartos de caridad, que consisten en panes bendecidos en la misa realizada previamente en la iglesia de la Asunción, huevos cocidos y vino.
- Fiestas de la Patrona, en honor a Nuestra Señora del Pilar de Altarejos, del 19 al 23 de agosto, siendo el día de la patrona el 1 de septiembre.
- El día 20 de agosto hay una romería a la Ermita de la Virgen del Pilar de Altarejos, la cual se repite el 1 de septiembre, conmemorando el día de la aparición de la Virgen, que -según cuenta la leyenda- tuvo lugar allá por el año 1208.